# Sidi El Makhfi
Sidi El Makhfi  (in arabo سيدي المخفي‎?) è un centro abitato e comune rurale del Marocco situato nella provincia di Ifrane, regione di Fès-Meknès. Conta una popolazione di 16 709 abitanti (censimento 2014).